# Henry Tyrell-Smith
Henry George Tyrell-Smith (County Dublin, 1907 - 1982) was een Iers motorcoureur die successen beleefde in de Isle of Man TT in de jaren twintig en -dertig en die twee keer Europees kampioen wegrace werd.

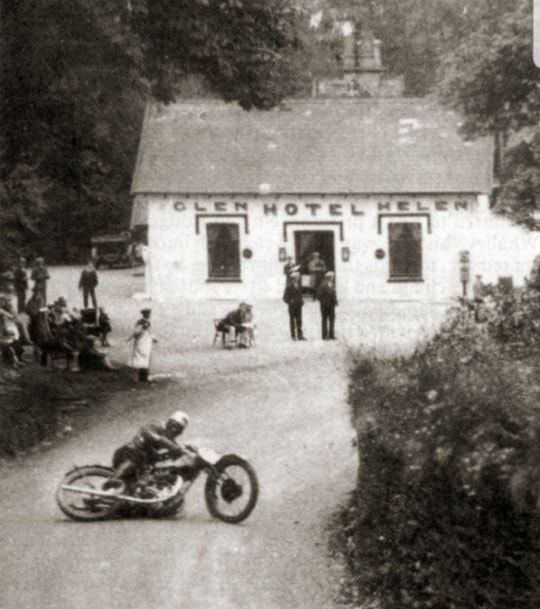
Henry Tyrell-Smith had een wegglijertje bij Glen Helen tijdens de Senior TT van 1929, maar werd met drie gebroken ribben toch nog derde.

## Loopbaan
Henry Tyrell-Smith haalde een bachelorgraad techniek aan het Trinity College in Dublin. Zijn eerste motorfiets was een ex-War Department Douglas.

### Jaren 20
Van 1927 tot 1939 racete hij in de Tourist Trophy van Man en van 1929 tot 1936 nam hij ook deel aan de Grand Prix van Duitsland en van 1933 tot 1936 aan de Grand Prix van Zweden.
In 1926 nam hij deel aan de Leinster 200 met een Douglas, waar hij de tweede plaats haalde. In 1927 werd hij met een Triumph 13e in de Senior TT van Man. In 1928 stapte hij over op het merk Rudge, dat toen juist de "Rudge Ulster" modellen had ontwikkeld en in de jaren dertig bijzonder succesvol zou zijn. In dat jaar werd hij 4e in de Senior TT. Hij zou tot 1933 bij Rudge blijven. In 1929 ging hij aan de leiding van de Senior TT met een voorsprong van drie minuten, toen hij in de vierde ronde viel bij Glen Helen. In het Glen Helen Hotel werd hij opgelapt en hij zette de achtervolging in op Tim Hunt (Norton), Charlie Dodson (Sunbeam) en Alec Bennett (Sunbeam). Hunt pakte de leiding, maar kreeg problemen waardoor Dodson op kop kwam. Het publiek en de wedstrijdleiding concentreerden zich op Tyrell-Smith, die zeer snel onderweg was. Dodson won de race met vier minuten voorsprong op zijn teamgenoot Bennett, maar Tyrell-Smith werd 50 seconden achter Bennett derde. Toen hij na de race werd onderzocht bleek hij gewond te zijn aan een been en bovendien had hij drie gebroken ribben. In dat jaar won hij ook de 500 cc klasse in de Grand Prix van Duitsland op de Nürburgring.

### Jaren 30

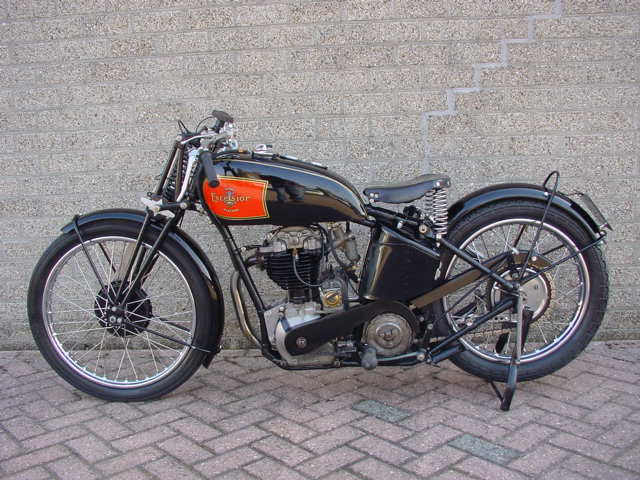
Excelsior Manxman uit 1936

In de jaren dertig bestond het Rudge team uit teammanager/coureur Graham Walker, Ernie Nott en Henry Tyrell-Smith. In 1930 werd Henry Tyrell-Smith Europees kampioen 500 cc in Spa-Francorchamps en hij won ook de Junior TT vóór Nott en Walker nadat hij in de trainingen het ronderecord al met 26 seconden had verbeterd. (een ronde op de Snaefell Mountain Course was 60 km lang en duurde meer dan een half uur). In de Senior TT van 1930 werd hij 6e. In de Junior TT én de Senior TT van 1931 viel hij uit met zijn Rudge, in de Lightweight TT werd hij tweede achter zijn teamgenoot Graham Walker. In hetzelfde jaar won hij de 350 cc klasse van de Duitse Grand Prix op de Nürburgring en de 250 cc klasse in TT van Assen. In 1932 werd hij 3e in de Junior TT achter Stanley Woods (Norton) en zijn teamgenoot bij Rudge Wal Handley. In de Senior TT werd hij 8e. Hij won in dat jaar de 350 cc Grand's Prix van Ulster en Brooklands. In 1933 startte hij met een OK Supreme in de Lightweight TT, maar hij haalde slechts een 11e plaats. In de Junior werd hij met een Velocette 5e en in de Senior met een Rudge 9e. In 1933 won hij wel de 500 cc klasse van de Leinster 200. In 1934 gebruikte hij voor de Junior TT een AJS, waarmee hij uitviel. In de Senior TT werd hij, eveneens met een AJS, 7e. Hij won in 1934 de 250 cc klasse van de Grand Prix van Duitsland op de Sachsenring en in België. In 1935 reed Stanley Woods voor Moto Guzzi in de 250 cc (Lightweight) en de 500 cc (Senior). Hij won beide wedstrijden, in de Lightweight TT won hij vóór Tyrell-Smith (AJS), maar met bijna drie minuten voorsprong. Tyrell-Smith startte ook in de Junior TT, waar hij met zijn AJS 10e werd. Van 1936 tot 1939 werkte hij op het Experimental Department (de ontwikkelingsafdeling) van Excelsior in Coventry en hij racete ook voor dat merk. In de Junior TT viel Tyrell-Smith bij Creg-ny-Baa uit. De lightweight TT van 1936 werd in de eerste drie ronden aangevoerd door Stanley Woods met een DKW, maar hij werd toch ingehaald door Bob Foster met een New Imperial. Uiteindelijk viel de DKW van Woods stil en kon Henry Tyrell-Smith met zijn Excelsior tweede worden op een ruime achterstand van 5 minuten en 12 seconden. Arthur Geiss werd met DKW 3e. In 1936 won hij ook de 250 cc Grand Prix op de Sachsenring, waardoor hij opnieuw Europees kampioen werd. Hij won ook de 350 cc klasse van de Dublin 100. In 1937 werd hij 7e in de Junior TT. In de Lightweight viel hij in de zesde ronde bij Creg-ny-Baa uit door een gebroken drijfstang. Hij won de 350 cc klasse van de Dublin 100 en de 250 cc klasse van de Leinster 200. In 1938 startte hij alleen in de Lightweight TT waarin hij 3e werd. Hij won ook de 250 cc klasse van de North West 200 in Noord-Ierland. Van 1939 tot 1942 testte hij eencilindermotoren bij de Bristol Aeroplane Company in Filton. Hij nam deel aan de Lightweight TT met een bijzondere OHC Excelsior met radiaal geplaatste kleppen en twee carburateurs waarmee hij 3e werd. In de Junior TT werd hij 13e en in de Senior TT haalde hij de finish niet.

### Tweede Wereldoorlog
In 1942 werd hij officier bij het net opgerichte "Corps of Royal Electrical and Mechanical Engineers", dat het onderhoud voor de hele Britse krijgsmacht verzorgde. Tijdens de landingen in Normandië op D-Day diende hij bij het "Workshop Office" van de Guards Armoured Division. In 1945 werd hij gepromoveerd tot majoor en stond hij aan het hoofd van een reparatiewerkplaats bij Volkswagen in Wolfsburg.

### Stirling-veersystemen
Na de Tweede Wereldoorlog ging hij bij de ontwikkelingsafdeling van Triumph werken, maar daarna bij de onderdelenfabrikant Girling, die vooral bekend was van de schokdempers. Hij verkocht er veersystemen voor de Britse motorfietsindustrie. In de jaren zestig was hij een regelmatig bezoeker van de Isle of Man TT als vertegenwoordiger van de race-afdeling van Girling. In 1972 ging hij met pensioen.

## Isle of Man TT resultaten
| Jaar | Klasse         | Team      | Motorfiets              | Plaats | Winnaar                                  |
| ---- | -------------- | --------- | ----------------------- | ------ | ---------------------------------------- |
| 1927 | Senior TT      | Privé     | Triumph                 | 13e    | Alec Bennett, Norton                     |
| 1928 | Senior TT      | Rudge     | Rudge Ulster            | 4e     | Charlie Dodson, Sunbeam                  |
| 1929 | Senior TT      | Rudge     | Rudge Ulster            | 3e     | Charlie Dodson, Sunbeam                  |
| 1930 | Junior TT      | Rudge     | Rudge Ulster            | 1e     | Henry Tyrell-Smith, Rudge Ulster         |
| 1930 | Senior TT      | Rudge     | Rudge Ulster            | 6e     | Wal Handley, Rudge Ulster                |
| 1931 | Lightweight TT | Rudge     | Rudge Ulster            | 2e     | Graham Walker, Rudge Ulster              |
| 1931 | Junior TT      | Rudge     | Rudge Ulster            | DNF    | Percy Hunt, Norton CJ1                   |
| 1931 | Senior TT      | Rudge     | Rudge Ulster            | DNF    | Percy Hunt, Norton CS1                   |
| 1932 | Junior TT      | Rudge     | Rudge Ulster            | 3e     | Stanley Woods, Norton CJ1                |
| 1932 | Senior TT      | Rudge     | Rudge Ulster            | 8e     | Stanley Woods, Norton CS1                |
| 1933 | Lightweight TT | Privé     | OK Supreme              | 11e    | Syd Gleave, Excelsior                    |
| 1933 | Junior TT      | Privé     | Velocette KTT           | 5e     | Stanley Woods, Norton CJ1                |
| 1933 | Senior TT      | Privé     | Rudge Ulster            | 9e     | Stanley Woods, Norton CS1                |
| 1934 | Junior TT      | Privé     | AJS Model 34/7 Standard | DNF    | Jimmie Guthrie, Norton CJ1               |
| 1934 | Senior TT      | Privé     | AJS Model 34/10         | 7e     | Jimmie Guthrie, Norton CS1               |
| 1935 | Lightweight TT | Privé     | Rudge Ulster            | 2e     | Stanley Woods, Moto Guzzi Monoalbero 250 |
| 1935 | Junior TT      | Privé     | AJS Model 35/7 Standard | 10e    | Jimmie Guthrie, Norton CJ1               |
| 1936 | Lightweight TT | Excelsior | Excelsior               | 2e     | Bob Foster, New Imperial                 |
| 1936 | Junior TT      | Excelsior | Excelsior               | DNF    | Freddie Frith, Norton CJ1                |
| 1937 | Lightweight TT | Excelsior | Excelsior               | DNF    | Omobono Tenni, Moto Guzzi Monoalbero 250 |
| 1937 | Junior TT      | Excelsior | Excelsior               | 7e     | Jimmie Guthrie, Norton CJ1               |
| 1938 | Lightweight TT | Excelsior | Excelsior               | 3e     | Ewald Kluge, DKW                         |
| 1939 | Lightweight TT | Excelsior | Excelsior               | 3e     | Ted Mellors, Benelli 250 Bialbero        |
| 1939 | Junior TT      | Excelsior | Excelsior               | 13e    | Stanley Woods, Velocette KTT Mk VIII     |
| 1939 | Senior TT      | Excelsior | Excelsior               | DNF    | Schorsch Meier, BMW RS 500               |